# Strand (London)

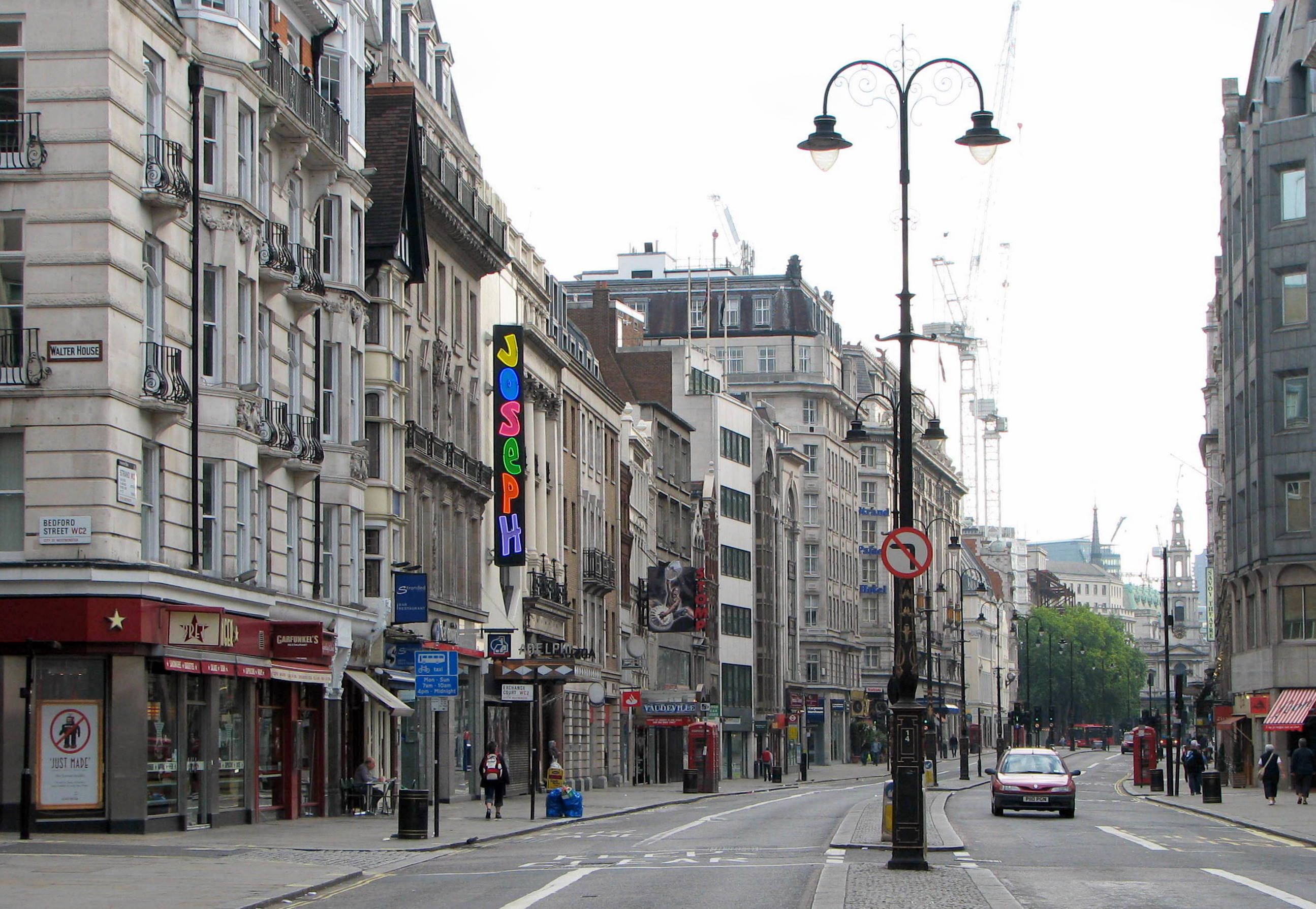
Strand, London

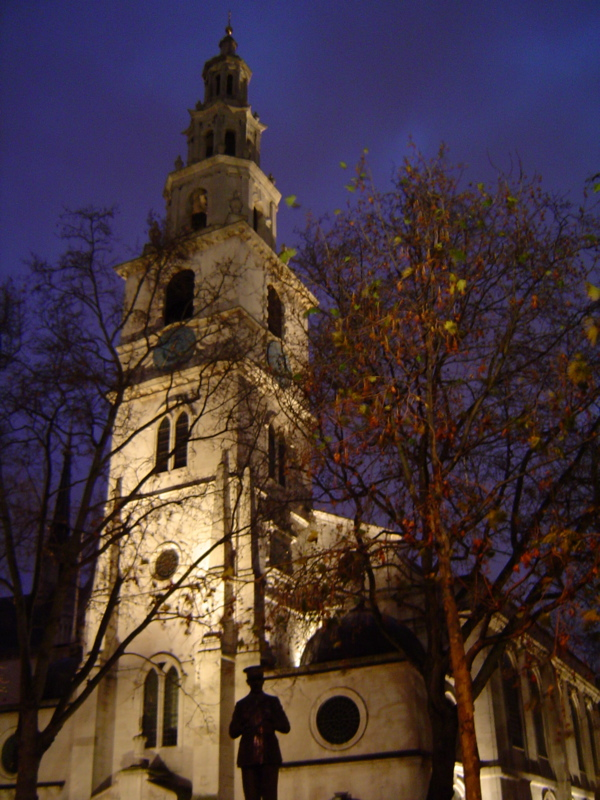
Kirche St. Clement Danes

Strand ist eine Straße in London. Sie war die historische Verbindung zwischen der City of London und der City of Westminster, die im Mittelalter noch getrennte Siedlungen waren. Bis zum 17. Jahrhundert war jedoch die Themse die Hauptverkehrsachse. Heute beginnt die Straße am Trafalgar Square und verläuft nach Osten bis zur Grenze der City of London, wo sie in die Fleet Street übergeht. Der Temple Bar kennzeichnet an diesem Punkt die Grenze der City of London.
Üblicherweise wird die Straße als The Strand bezeichnet, obwohl der Straßenname offiziell korrekt Strand heißt. Der Name Strand stammt aus der altenglischen Sprache und bedeutet ähnlich wie im Deutschen „Ufer“ oder „Flussufer“. Vor dem Bau des Thames Embankment verlief die Straße direkt neben der Themse. 

## Geschichte
Von 1793 bis 1828 befand sich in einem vierstöckigen Gebäude namens Exeter Change an dieser Straße ein Indoor-Zoo. Hier wurde 1826 der indische Elefant Chunee in seinem Käfig im ersten Stock erschossen, weil er nicht mehr zu bändigen war. 
1897 geschah ein Mord vor dem Adelphi Theatre, auf den Bertolt Brecht in Die Moritat von Mackie Messer unter Erwähnung des Strand anspielt.
Der Strand war im 18. Jahrhundert auch bekannt für Buchhandel und Verlage, hier residierte u. a. der bekannte Buchhändler und Verleger Andrew Millar. Benannt nach der Straße war das hier erscheinende Strand Magazine. 

## Gebäude
- Adelphi Theatre
- Australia House, die australische Botschaft
- Bahnhof Charing Cross
- Bush House
- King’s College
- Royal Courts of Justice
- Savoy Palace, 1381 abgerissen
- Shell Mex House
- Simpson’s-in-the-Strand
- Somerset House
- St Clement Danes
- St Mary le Strand
- Zimbabwe House, die simbabwische Botschaft

Das Savoy Hotel und das Savoy Theatre befinden sich in einer Nebenstraße des Strand.

## U-Bahn
Die nächstgelegene Station der London Underground ist Charing Cross, die von der Bakerloo Line und der Northern Line bedient wird. Von 1915 bis 1979 trug diese Station den Namen Strand, war aber von 1973 bis 1979 geschlossen. Die Station Aldwych der Piccadilly Line, die vor 1915 Strand Station hieß, wurde 1994 geschlossen.
Koordinaten: 51° 30′ 41″ N, 0° 7′ 8″ W